# Sankt Julian
Sankt Julian là một đô thị ở huyện Kusel, bang Rheinland-Pfalz, phía tây nước Đức. Đô thị Sankt Julian có diện tích 14,07 km².